# Hunasepanche, Holalkere
Hunasepanche là một làng thuộc tehsil Holalkere, huyện Chitradurga, bang Karnataka, Ấn Độ.